# Oxydoras niger
Oxydoras niger (оксидорас чорний) — вид прісноводних риб з роду Oxydoras родини Бронякові ряду сомоподібні.

## Опис
Завдовжки досягає 1 м при вазі в 13 кг. У середньому завдовжки сягає 59 см. Голова велика, морда витягнута. Очі невеличкі. Вуса короткі й тоненькі. Тулуб великий, масивний та кремезний. Уздовж бічною лінії розташовано щитки з шипиками. Спинний плавець високий та широкий. Неподалік від нього розташовано невеличкий жировий плавець. Від останнього тягнеться спиною тоненький хребець. Грудні плавці помірного розміру. Черевні плавці крихітні. Анальний плавець помірно широкий. Хвостовий плавець витягнутий, вузько розділений. Верхня лопать ширше та довша за нижню.
Забарвлення переходить від темно-коричневого (з боків та на череві) до чорного (на спині). Усі плавці мають чорний колір.

## Спосіб життя
Є демерсальною рибою. Воліє до прісної та чистої води. Зустрічається в річках та озерах з мулистим ґрунтом. Вдень ховається серед рослин. Активний у присмерку та вночі. Живиться ракоподібними, детритом, личинками хірономід і одноденок.
Зростає доволі швидко. Є об'єктом місцевого рибальства.

## Розповсюдження
Мешкає в басейнах річок Амазонка, Сан-Франсіску, Ессекібо, можливо в Оріноко — в межах Бразилії, Перу, Венесуели, Колумбії, Еквадору, Болівії, Гаяни.

## Утримання в акваріумі
Оскільки риба досягає значних розмірів, акваріум повинен бути великим — від 1500 літрів. Миролюбна риба, проте дрібних риб може з'їсти. Параметри води: температура 21-25 °C, pH 6,0-7,0, твердість 2-20. Вживають у їжу всі види кормів, що тонуть на дно (пластівці, таблетки, гранули); обов'язково регулярно повинна додаватися рослинна їжа.